# Poop

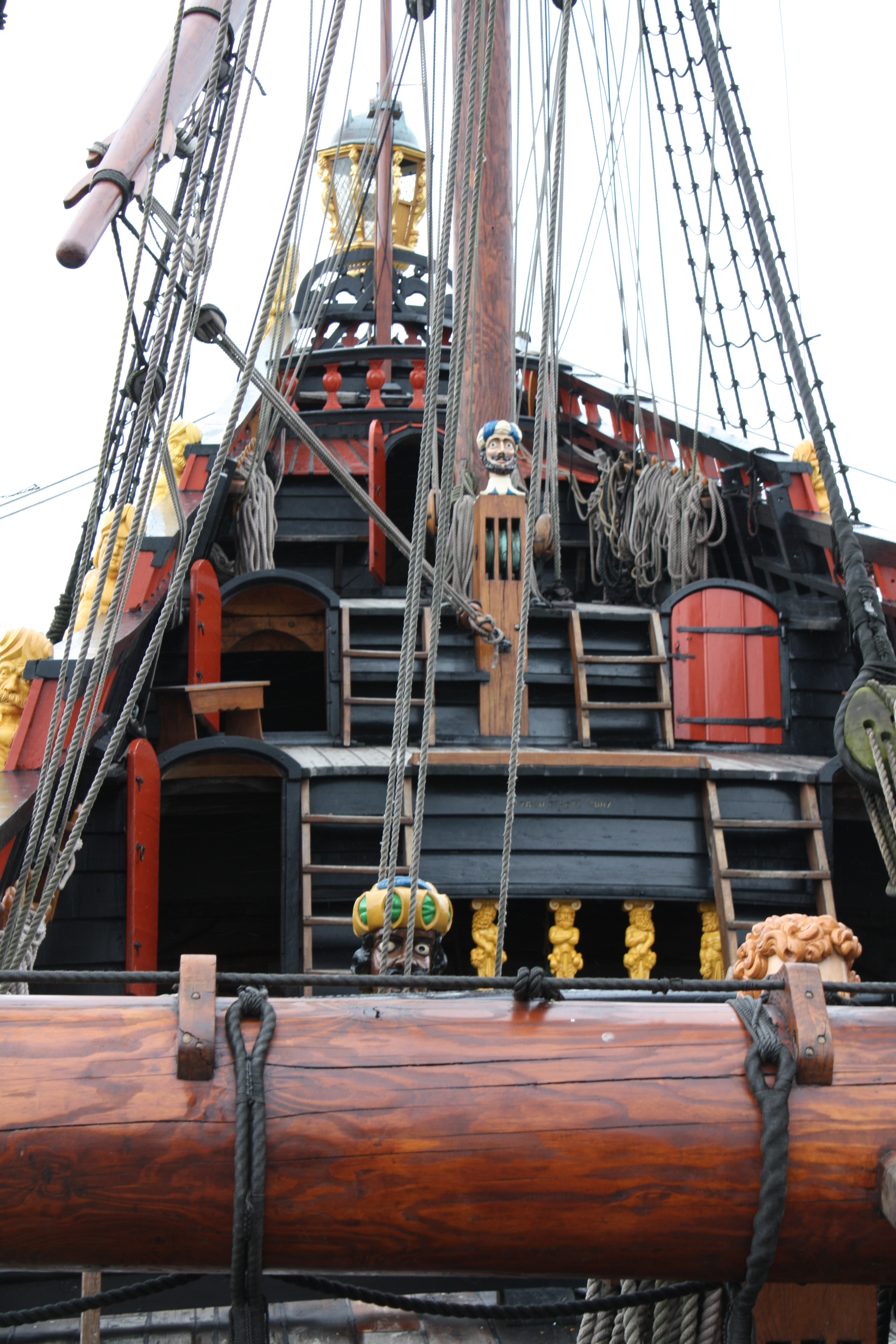
Achterschiff mit Poop-Deck (ganz hinten) auf dem VOC-Schiff Batavia (Nachbau)

Die Poop, auch das Poopdeck bzw. Puppdeck, in der Literatur auch Hüttendeck genannt, ist eines der Decks auf einem Schiff.
Der Begriff entwickelte sich aus französisch poupe und lateinisch puppis, beide für deutsch Heck.

## Definition
Das Poopdeck ist das oberste achtere Schiffsdeck (Achterdeck) eines Schiffs, insbesondere eines Segelschiffs. Das Wort Poop leitet sich vom lateinischen Wort puppis ab, das frei übersetzt Hinterschiff bedeutet. Die Poop ist streng genommen das Flachdach der obersten Hütte auf dem Achterdeck.
Dieses Deck war und ist bei Windjammern häufig mit Teakholz beplankt, teils auch aus Stahl. Es wurde aufgrund der erhöhten Position und des guten Blickfeldes auf fast alle anderen Decks von den Schiffsoffizieren gerne genutzt, um die Arbeiten der Mannschaft an Bord zu überwachen.

## Literatur

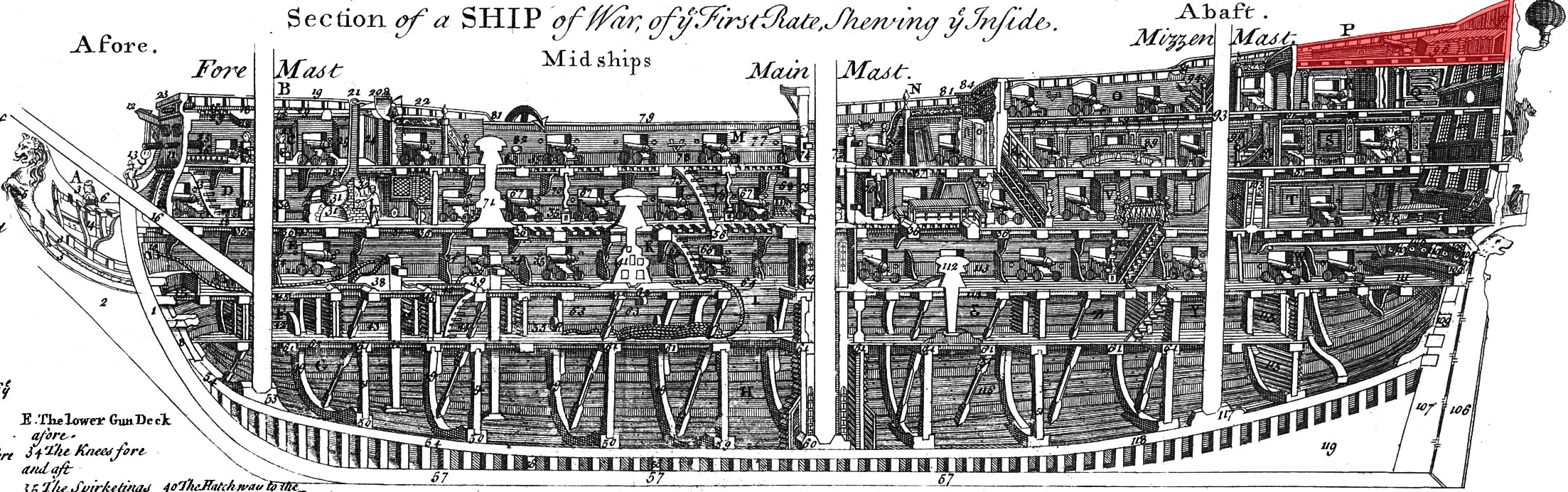
Poopdeck (rot) in einem Längsschnitt eines Linienschiffes